# 冰島丁組足球聯賽
冰島足球丁組聯賽(4. deild karla) (E. Men's fourth Division) 是由冰島足球協會舉辦的職業足球聯賽，是冰島聯賽系統中第五等級的聯賽，於2013年舉辦首屆賽事。